# Snooker-Saison 1976/77
Die Snooker-Saison 1976/77 war eine Reihe von Snookerturnieren, die der Snooker Main Tour angehörten. Die Saison begann Anfang September 1976 und endete am 7. Mai 1977. Während der Saison gab es 41 Profispieler.

## Turniere
Im Laufe der Saison wurden acht Turniere gespielt.
| Datum                     | Turnier                                   | Austragungsort | Sieger         | Finalgegner    | Ergebnis |
| ------------------------- | ----------------------------------------- | -------------- | -------------- | -------------- | -------- |
| September 1976            | Australian Professional Championship      | Melbourne      | Eddie Charlton | Paddy Morgan   | kl.      |
| September 1976            | Canadian Open                             | Toronto        | John Spencer   | Alex Higgins   | 17:9     |
| 1. bis 12. Dezember 1976  | World Professional Matchplay Championship | Melbourne      | Eddie Charlton | Ray Reardon    | 31:24    |
| Januar 1977               | Pot Black                                 | Birmingham     | Perrie Mans    | Doug Mountjoy  | 1:0      |
| 7. bis 12. Februar 1977   | Masters                                   | London         | Doug Mountjoy  | Ray Reardon    | 7:6      |
| 17. und 18. Februar 1977  | Ireland Tournament                        | Dublin         | Alex Higgins   | Ray Reardon    | 5:3      |
| 18. bis 30. April 1977    | Snookerweltmeisterschaft                  | Sheffield      | John Spencer   | Cliff Thorburn | 25:21    |
| 30. April bis 7. Mai 1977 | Pontins Professional                      | Prestatyn      | John Spencer   | John Pulman    | 7:5      |

## Weltrangliste
Zum ersten Mal wurde eine Snookerweltrangliste aufgestellt. Sie wurde – wie auch schon die Order of Merit im Vorjahr – aus den Ergebnissen der Snookerweltmeisterschaften 1975, 1976 und 1977 errechnet und als Setzliste für die Snookerweltmeisterschaft 1978 verwendet.
| Position | Name            | Veränderung |
| -------- | --------------- | ----------- |
| 1        | Ray Reardon     | ▬           |
| 2        | Alex Higgins    | ▲ 1         |
| 3        | Eddie Charlton  | ▼ 1         |
| 4        | Fred Davis      | ▲ 3         |
| 5        | Graham Miles    | ▬           |
| 6        | Rex Williams    | ▼ 2         |
| 7        | Perrie Mans     | ▲ 6         |
| 8        | John Spencer    | ▼ 2         |
| 9        | Dennis Taylor   | ▬           |
| 10       | Gary Owen       | ▼ 2         |
| 11       | John Dunning    | ▲ 1         |
| 12       | Jim Meadowcroft | ▲ 5         |
| 13       | Cliff Thorburn  | ▼ 3         |
| 14       | Bill Werbeniuk  | ▬           |
| 15       | John Pulman     | ▼ 4         |
| 16       | David Taylor    | ▬           |
| 17       | Marcus Owen     | ▲ 1         |
| 18       | Bernard Bennett | ▲ 3         |
| 19       | Ian Anderson    | ▬           |
| 20       | Warren Simpson  | ▼ 5         |